# Shinpo Masako

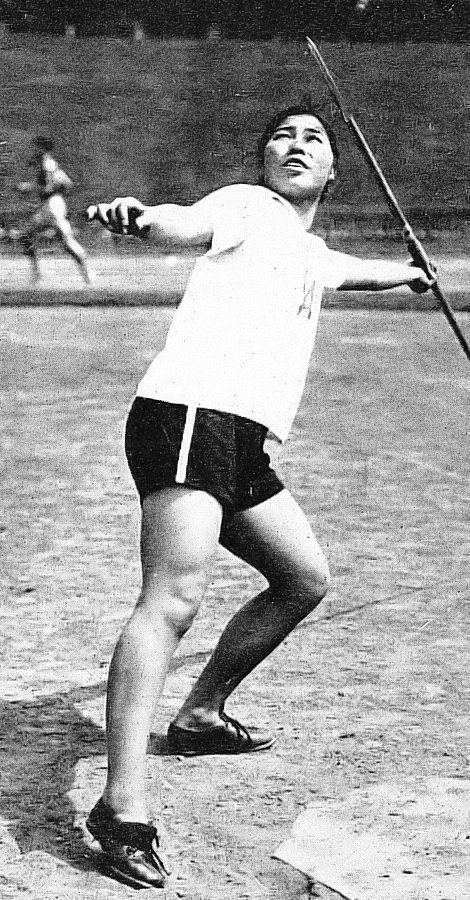
Shinpo Masako, 1932

Shinpo Masako (jap. 真保 正子; * 22. Januar 1913 in Ueda; † 19. Dezember 1995) war eine japanische Speerwerferin.
Bei den Olympischen Spielen 1932 in Los Angeles wurde sie Vierte mit 39,08 m.
Ihre persönliche Bestleistung von 40,32 m stellte sie 1934 auf.